# Моја бака вам се извињава
Моја бака вам се извињава (швед. Min mormor hälsar och säger förlåt; енгл. My Grandmother Asked Me to Tell You She's Sorry) роман је Фредрика Бакмана (швед. Fredrik Backman), шведског колумнисте, блогера и писца. Роман је написан 2013. године, а преведен на српски језик 2018. године. Право за превођење романа продато је у више од 40 земаља. Роман је 2017. године ушао у шири избор за Међународну књижевну награду у Даблину.

## Радња
Радња романа се одвија у Шведској и прати Елсу, седмогодишњакињу која се знатно разликује од друге деце њених година. Елса има обичај да исправља граматичке грешке у туђем говору, паметна је за своје године, а посебно је блиска са својом баком. Када бака умре, Елса полако открива више о прошлим идентитетима своје баке, као и о животима људи на које је њена бака утицала.